# Google I/O

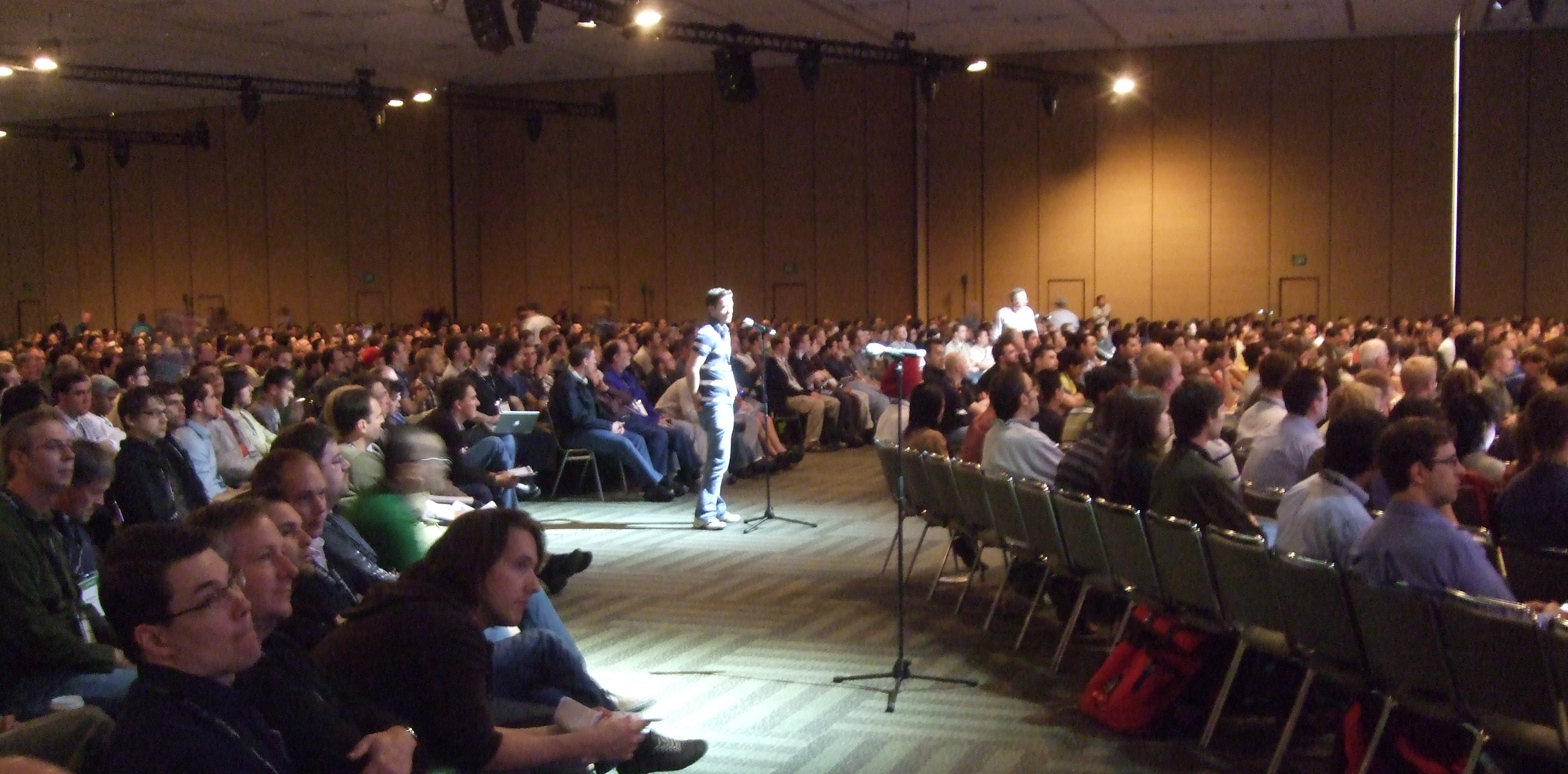
Google I/O

Google I/O — щорічна конференція, орієнтована на веброзробників, що проводиться компанією Google для обговорення розвитку відкритих вебтехнологій та сервісів Google. Проводиться в Moscone Center (Сан-Франциско, штат Каліфорнія) в травні або червні з 2008 року.
Google I/O використовує стиль, схожий з попередніми конференціями Google, такими як Google Developer Day (травень 2007) і Geo Developer Day (травень 2006).
На Google I/O проходить більше 100 сесій.
Назва Google «IO» може означати «Innovation in the Open», або «input/output» (введення-виведення). Крім того, «I» та «O» нагадують двійкові цифри «1» і «0».

## Оголошення та основні моменти

### 2008 рік
Головні теми: Android, App Engine, Bionic, Maps API, OpenSocial, Web Toolkit.
На сцені були Marissa Mayer, David Glazer, Alex Martelli, Steve Souders, Dion Almaer, Mark Lucovsky, Guido van Rossum, Jeff Dean, Chris DiBona, Josh Bloch, Raffaello D'Andrea, Geoff Stearns.

### 2009 рік
Основними темами 2009 року стали такі продукти і технології Google: Android, App Engine, Chrome, Google Web Toolkit, OpenSocial, Google AJAX APIs і анонсований сервіс Google Wave.

### 2010 рік
Представлені продукти: Android App Engine, Chrome, Enterprise, Geo, Google APIs, Google TV, Google Web Toolkit, Social Web, Google Wave.
На конференції в 2010 було оголошено про відкриття початкових кодів відеокодека VP8 і про створення формату відео WebM. Також оголосили про Chrome Web Store.

### 2011 рік
Перший день: Android, другий: Chrome і Google Chrome OS.
Анонсовані сервіси для Android:
- Google Music
- Оновлення до версії 3.1 Honeycomb
- Об'єднання двох гілок ОС Ice Cream Sandwich

Для Chrome і Chrome OS анонсовані:
- Ноутбуки «Chromebook» від Samsung і Acer
- Можливість покупок в програмах з Chrome Web Store
- Вебверсія Angry Birds

### 2012 рік
Конференція проводилася 3 дня.
Перший день: Android, Google+, Project Glass.
Анонсовані: ОС Android версії Jelly Bean (4.1); Project Butter; Google Now. Пристрої: Nexus 7 (планшет, 7 дюймів), Nexus Q, Project Glass.
Оголошено, що Android пройшов 400 млн активацій у всьому світі.
Випущено:
- Offline карти для Android
- Версія 2 SDK для Google Drive
- Нові 3D знімки для Google Earth for Android
- Новий API для YouTube
- Новий мобільний додаток Youtube

Другий день присвячений Google Chrome, The Cloud і Project Glass.
Оголошено, що:
- Google Chrome має близько 310 млн активних користувачів
- Gmail — близько 425 млн користувачів

Анонсована платформа Google+ для мобільних пристроїв (в тому числі SDK для Android і iOS).
Оголошено випуск:
- Стабільної версії Google Chrome для Android
- Google Chrome iOS
- Google Drive iOS
- Offline доступ до Google Docs
- IaaS сервіс Compute Engine для запуску наукових обчислень на потужностях інфраструктури WSC Google[6]

В останній день оголошені сервіси Mobile App Analytics і Google Analytics для Android.

### 2013 рік
Конференція, як і роком раніше, проводилася 3 дні (15-17 травня). Реєстрація учасників розпочалася 13 березня, 2013 7:00 (GMT-7). Всі квитки були продані всього за 49 хвилин, незважаючи на ціну в $900 ($300 для учнів) і походить з цього року вимога про те, що всі учасники повинні мати аккаунт в Google+ та Google Wallet.
У перший день анонсовано:
- Google Play Music All Access
- Google Play Games
- Оновлені Google Play Services
- Google Play для освітніх цілей
- Android Studio development environment
- Samsung Galaxy S4 зі стоковим Android, продається через Google Play
- Поліпшений і видозмінений Google+
- Google Hangouts для миттєвого обміну повідомленнями
- Поліпшені і видозмінені Google Maps
- Оновлений пошук Google для Android
- Оголошено, що Android пройшов 900 млн активацій у всьому світі.
- Google TV оновлено до Android 4.2.2 Jelly Bean

У другий день в основному обговорювалися програми для Google Glass і Google+ Development.

### 2014 рік
Конференція Google I/O проводилася в Moscone Center 25-26 червня 2014 р.
Були анонсовані:
- Android L
- Android Wear
- Android Auto
- Android TV
- Android One
- Google Fit
- Нововведення у Chromebook
- Gmail API
- Мобільний додаток Google Slides для Android

Відвідувачі отримали такі подарунки:
- LG G Watch або Samsung Gear Live
- Motorola Moto 360 (висилався поштою після виходу на ринок)
- Google Cardboard — ультрабюджетний картоновий тримач для смартфону, що перетворює його в окуляри віртуальної реальності.[9]

### 2015 рік
Конференція Google I/O проводилася в Moscone Center 29-30 травня 2015 р.
- Android 6.0 M
- Brillo
- Google Maps

### 2016 рік
- Google Allo
- Google Duo
- Google Daydream
- Instant Apps
- Android 7.0 Nougat
- Wear OS 2.0
- Google Assistant
- Firebase
- Google Home
- інтеграція Google Play з Chrome OS

### 2017 рік
- Android 8.0 Oreo
- Project Treble
- Flutter
- Google.ai
- Google Lens

### 2018 рік
- Android P Beta
- Material design 2.0
- значні зміни у Gmail
- Wear OS 3.0
- Зусилля VR/AR
- Оновлений Google Home

### 2019 рік
Основні оголошення:
- Android Q Beta 3
- Pixel 3a та 3a XL
- Flutter on web
- Google Об'єктив
- Google Firebase
- AR пішохідні вказівки в Google Картах
- Офлайн, впорядкований Google Асистент
- Режим водіння Android
- Kotlin-First Development
- Пристрої Google Home перейменовані в Nest
- Субтитри в прямому ефірі
- Project Mainline (спрощений процес оновлення ОС на Android Q)
- Duplex web API

### 2020 рік
Подія 2020 року була спочатку запланована на 12–14 травня. Через пандемію коронавірусу подія розглядалася для проведення в альтернативних форматів і врешті-решт була скасована.